# 沼津市営球場
沼津市営球場（ぬまづしえいきゅうじょう）は、静岡県沼津市にある野球場の一つである。
1949年（昭和24年）から1956年（昭和31年）まではプロ野球の公式戦に利用されていた。
また、静岡県営愛鷹球場が完成するまでは、夏の高校野球県大会も開催されていた。

## 所在地
- 沼津市泉町 2-1

## 施設概要
- 両翼90m、中堅118m

## 交通アクセス
- JR東海道本線 沼津駅から徒歩15分